# Ivan Baran
Ivan Baran (Zagreb, 16. studenoga 1996.) hrvatski je književnik. Autor je tetralogije Ciklus Crnih Knjiga i filozofskih romana Samuel Gide, Gospodin August i Veliki pad. Živi i piše u Vukovaru.

## Rana mladost
Ivan Baran rođen je 16. studenog 1996. godine u Zagrebu. Njegov otac, Ivan Baran, bio je vukovarski branitelj i logoraš Srijemske Mitrovice. Roditelji mu se rastaju 1999. godine, poslije čega Baran sa svojom braćom odlazi u Dječji dom Braća Mažuranići u Novom Vinodolskom gdje će živjeti 4 godine. Također će provesti pola godine u Dječjem domu Sveta Ana u Vinkovcima. U Vukovaru živi od 2005. godine.

## Stvaralački rad
Svoj prvijenac, naslovljen Enzolart, Baran počinje pisati u ljeto 2009. godine, kao dvanaestogodišnjak. Enzolart će završiti 2012. godine, iste godine kada mu umire otac. Otada do punoljetstva, skrbnik će mu biti najstariji brat.
Kao petnaestogodišnjak 2013. godine Baran sam lektorira, uređuje i priprema za tisak knjigu Enzolart. U proljeće 2014. godine, Enzolart je objavljen kao knjiga prva Ciklusa Crnih Knjiga.
Knjiga druga Ciklusa Crnih Knjiga, naslovljena Mord Dur'agemski, objavljuje se kao e-knjiga u dva dijela, Mord Dur'agemski, dio prvi 2015. godine te Mord Dur'agemski, dio drugi 2016. godine.
Godine 2018. Baran objavljuje svoj prvi filozofski roman, Samuel Gide. Prije toga, Samuel Gide se našao u polufinalu natječaja  V.B.Z. za najbolji neobjavljeni roman 2017. godine.
Djela Mord Dur'agemski, dio prvi te Mord Dur'agemski, dio drugi objavljuju se u tiskanom obliku 2019. godine. Iste godine Baran uređuje knjigu Druga derivacija autora Kristijana Mirića. U listopadu 2019. godine, ulomak iz romana Samuel Gide objavljuje se u 14. vukovarskom zborniku vukovarskog ogranka Matice hrvatske.
Godine 2021. Baran objavljuje Tame Hil'guma, knjigu treću Ciklusa Crnih Knjiga. Također objavljuje svoj drugi filozofski roman, Gospodin August. Iste godine Baran potpisuje lekturu knjige Sagranijski ljetopis autora Željka Matuška te zbirke pjesama Oni drugi snovi autorice Maje Brlić Jukić. Također je subjektom dokumentarnog filma Dobri duhovi Vukovara (2021.).
Baran potpisuje lekturu djela Trnjem do zvijezda autorice Maje Brlić Jukić 2022. godine, a 2024. objavljuje svoju sedmu knjigu, filozofsko-psihološki roman Veliki pad. Iste godine potpisuje lekturu debitantske zbirke pjesama Rugalice preorane Rugalice autora Siniše Đekića.

## Književni utjecaj
Od autora fantastike, Baran je naveo da su na njega najviše utjecali Tolkien, Williams, Pullman, Abercrombie, Pyle i Paolini. Baranovu epsku fantastiku karakterizira česta introspekcija likova i psihološki realizam. Baran to navodi kao posljedicu činjenice da je fantastiku prestao čitati s objavom Enzolarta, a knjige koje čita su klasična štiva i djela religijske i filozofske tematike. Od autora klasičnih knjiga, Baran navodi kao utjecaje Dostojevskog, Tolstoja, Gidea, Voltairea, Prousta i Krležu. Navedeni autori se također odražavaju u Baranovom stilu pisanja. Također kao utjecaj navodi Nietzschea, Kanta i Schopenhauera.
Najveći utjecaj na svoj pogled na svijet Baran pripisuje industrijskom dizajneru Jacque Frescou.

## Privatni život
Baran živi sam, u relativnoj izolaciji. Piše oko 6 sati dnevno. Tvrdi da u životu nije probao cigarete i alkohol, ali pije kavu.

## Publikacije
Ciklus Crnih Knjiga (ISBN cjeline: ISBN 9789534869307)
- Enzolart (tisak: 2014.,[18] ISBN 9789539911759)
- Mord Dur'agemski, dio prvi (kao e-knjiga: 2015.[19]; tisak: 2019., ISBN 9789539911797)
- Mord Dur'agemski, dio drugi (kao e-knjiga: 2016.[20]; tisak: 2019., ISBN 9789534869314[21])
- Tame Hil'guma (tisak: 2021., ISBN 9789534869338)[22][23]
- Vrhunac (TBA)[24]

Samostalne knjige:
- Samuel Gide (tisak: 2018.,[25] ISBN 9789539911773; 2. izdanje: tisak: 2022. ISBN 9789534869369)
- Gospodin August (tisak: 2021., ISBN 9789534869345)[26]
- Veliki pad (tisak: 2024., ISBN 9789534869383)

Uredio:
- Mirić, Kristijan – Druga derivacija (tisak: 2019., ISBN 9789539911780)[27]

## Film
| Godina | Naslov                | Uloga  | Bilješke          |
| ------ | --------------------- | ------ | ----------------- |
| 2021.  | Dobri duhovi Vukovara | On sam | Dokumentarni film |